# Cabillus lacertops
 Cabillus lacertops és una espècie de peix de la família dels gòbids i de l'ordre dels perciformes.

## Hàbitat
És un peix marí, de clima subtropical i associat als esculls de corall.

## Distribució geogràfica
Es troba a Austràlia, Txagos, el Japó (incloent-hi les Illes Ryukyu), Sud-àfrica i Tonga.

## Observacions
És inofensiu per als humans.